# 泰山爸爸
《泰山爸爸》是台湾幼狮文化出版的漫画，作者彭永成，分别有《泰山爸爸与小蒜头的为什么》和《泰山爸爸与大自然的为什么》，分别得了第32届金鼎奖与少年儿童图书最佳漫画书奖。创作核心围绕在亲子与环保的概念上，由樂群動畫改编动画《我的泰山爸爸》於2021年4月24日、25日在台視綜合台17:30至18:00播出。2022年，教育部再推出臺灣閩南語配音版本。

## 故事概要
蒜頭一家於某日租了一艘船況中下的遊艇來享受假期，但卻因為蒜頭媽媽的體重太重而使遊艇翻船，於剛好路過的海豚搭救下來到附近的荒島上冒險。在那裏他們遇到食人族部落以及傳說中的老叢林之王，在蒜頭爸爸拜師成為新任叢林之王後展開了新生活…。

## 登場人物
蒜頭
本作主角，樣貌來自於童年時代的作者。
蒜頭爸爸
蒜頭的父親，在全家遇難漂流來到荒島前為上班族。擁有豐富的求生意識，但因為寫求救信時字跡太醜而被路過的鴿子退回，後來向老叢林之王拜師學藝成為新一代的叢林之王。
蒜頭媽媽
蒜頭的母親，故事剛開始因體重太重而使租來的遊艇翻船。
老叢林之王
蒜頭的父親於來到荒島後的學習對象（另一個理由是年事已高想找後繼者）。很久以前駕駛飛機時墜落在荒島上而成為叢林之王，曾宣稱自己發出的泰山叫聲只是在練習歌劇，同時寫下神奇咒語的字條給蒜頭爸爸。
巧克力
荒島上的食人族部落內的公主，初次見面後與蒜頭成為好朋友。當島上唯一的火山噴發時曾被巫師當作獻祭的祭品，後來則用他的歌聲以及大神花來平息火山神。
大黑
食人族部落內的第一勇士，由於之前看不慣新任叢林之王多次解決紛爭的表現以及因此無法做壞事，而意圖與失去首領的狼群聯手陷害蒜頭一家。

## 動畫副標題
| 集數 | 標題                             |
| ---- | -------------------------------- |
| 1    | 爸爸成為叢林之王／荒島上的新生活 |
| 2    | 如何與動物說話／神奇咒語         |
| 3    | 噴發的火山／我是小叢林之王       |

## 獎項紀錄
| 獎項         | 類別       | 入圍者       | 結果 |
| ------------ | ---------- | ------------ | ---- |
| 第56屆金鐘獎 | 動畫節目獎 | 《泰山爸爸》 | 提名 |

## 外部連結
台視《我的泰山爸爸》官網 （页面存档备份，存于）